# Ebony Lane
Ebony Lane (* 8. November 1998) ist eine australische Leichtathletin, die sich auf den Sprint spezialisiert hat.

## Sportliche Laufbahn
Erste Erfahrungen bei internationalen Meisterschaften sammelte Ebony Lane im Jahr 2023, als sie bei den Weltmeisterschaften in Budapest mit der australischen 4-mal-100-Meter-Staffel im Vorlauf nicht ins Ziel kam.

## Persönliche Bestzeiten
- 100 Meter: 11,39 s (+0,3 m/s), 27. März 2021 in Brisbane
- 200 Meter: 24,09 s (+1,6 m/s), 28. Februar 2021 in Melbourne